# Échallat
Échallat és un municipi francès situat al departament del Charente i a la regió de la Nova Aquitània. L'any 2007 tenia 445 habitants.

## Demografia

### Població
El 2007 la població de fet d'Échallat era de 445 persones. Hi havia 174 famílies de les quals 29 eren unipersonals (12 homes vivint sols i 17 dones vivint soles), 74 parelles sense fills, 54 parelles amb fills i 17 famílies monoparentals amb fills.
La població ha evolucionat segons el següent gràfic:
Habitants censats

### Habitatges
El 2007 hi havia 205 habitatges, 176 eren l'habitatge principal de la família, 12 eren segones residències i 18 estaven desocupats. 201 eren cases i 2 eren apartaments. Dels 176 habitatges principals, 155 estaven ocupats pels seus propietaris, 12 estaven llogats i ocupats pels llogaters i 8 estaven cedits a títol gratuït; 1 tenia una cambra, 8 en tenien dues, 12 en tenien tres, 46 en tenien quatre i 107 en tenien cinc o més. 137 habitatges disposaven pel capbaix d'una plaça de pàrquing. A 85 habitatges hi havia un automòbil i a 80 n'hi havia dos o més.

### Piràmide de població
La piràmide de població per edats i sexe el 2009 era:
| Homes | Edats   | Dones |
| ----- | ------- | ----- |
| 0     | 95 o +  | 0     |
| 0     | 90 a 94 | 0     |
| 0     | 85 a 89 | 0     |
| 4     | 80 a 84 | 0     |
| 8     | 75 a 79 | 20    |
| 20    | 70 a 74 | 12    |
| 8     | 65 a 69 | 16    |
| 4     | 60 a 64 | 8     |
| 8     | 55 a 59 | 8     |
| 12    | 50 a 54 | 12    |
| 28    | 45 a 49 | 8     |
| 20    | 40 a 44 | 24    |
| 20    | 35 a 39 | 12    |
| 4     | 30 a 34 | 20    |
| 8     | 25 a 29 | 4     |
| 12    | 20 a 24 | 16    |
| 4     | 15 a 19 | 8     |
| 28    | 10 a 14 | 16    |
| 8     | 5 a 9   | 40    |
| 0     | 0 a 4   | 4     |

## Economia
El 2007 la població en edat de treballar era de 282 persones, 202 eren actives i 80 eren inactives. De les 202 persones actives 185 estaven ocupades (104 homes i 81 dones) i 17 estaven aturades (5 homes i 12 dones). De les 80 persones inactives 34 estaven jubilades, 24 estaven estudiant i 22 estaven classificades com a «altres inactius».

### Ingressos
El 2009 a Échallat hi havia 187 unitats fiscals que integraven 470 persones, la mediana anual d'ingressos fiscals per persona era de 16.797 €.

### Activitats econòmiques
Dels 14 establiments que hi havia el 2007, 1 era d'una empresa de fabricació d'altres productes industrials, 4 d'empreses de construcció, 3 d'empreses de comerç i reparació d'automòbils, 1 d'una empresa de transport, 1 d'una empresa d'hostatgeria i restauració, 1 d'una empresa financera, 1 d'una empresa immobiliària i 2 d'empreses de serveis.
Dels 4 establiments de servei als particulars que hi havia el 2009, 2 eren paletes, 1 guixaire pintor i 1 fusteria.
L'any 2000 a Échallat hi havia 37 explotacions agrícoles que ocupaven un total de 1.110 hectàrees.

## Equipaments sanitaris i escolars
El 2009 hi havia una escola elemental integrada dins d'un grup escolar amb les comunes properes formant una escola dispersa.

## Poblacions més properes
El següent diagrama mostra les poblacions més properes.